# Амазон венесуельський
Амазон венесуельський (Amazona amazonica) — птах родини папугові.

## Зовнішній вигляд
Довжина тіла 31-32 см, хвоста 9 см; вага 340 г. Дуже схожий на синьолобого амазона. Оперення зеленого кольору, щоки й чоло жовте. У багатьох папуг цього виду на лобовій частині є вкраплення синього пір'я. На маховому пір'ї є червона смуга. Навколо очей гола зона сіро-блакитного кольору. Дзьоб коричнювато-жовтуватий з темним кінчиком. Райдужка помаранчева. Самка відрізняється від самця меншими розмірами дзьоба і блідим забарвленням голови.

## Розповсюдження
Живе у Венесуелі, Колумбії, Гвіані й Північній Бразилії до Перу.

## Спосіб життя
Населяє вологі тропічні сельви, мангрові зарості на висоті до 800 м над рівнем моря. Харчується фруктами й насіннями, включаючи плоди пальм і іноді какао. Переслідується як сільськогосподарський шкідник.

## Розмноження
Гніздяться в дуплах дерев. У кладці 3-5 білих яєць. Насиджує самка протягом 3 тижнів. Пташенята оперяють через два місяці.

## Утримання
Дуже популярний як кімнатний вихованець.